# ヨハネ・パウロ1世 (ローマ教皇)
ヨハネ・パウロ1世（ラテン語: Ioannes Paulus I, イタリア語: Giovanni Paolo I, 1912年10月17日 - 1978年9月28日）は、ローマ教皇（在位: 1978年8月26日 - 1978年9月28日）、カトリック教会の教皇。本名はアルビーノ・ルチャーニ（Albino Luciani）。教皇名として初めて「ヨハネ・パウロ」という複合名を採用した。宗教事業協会（バチカン銀行）の改革を表明した一方、在位わずか33日の急逝には暗殺説が根強い。

## 生涯

### 生い立ち
アルビーノ・ルチャーニはイタリアのヴェネツィアから北へ約120キロメートルのベッルーノ県カナーレ・ダーゴルドで、長男として生まれた。ルチャーニには2人の弟と1人の妹がいた。
敬虔なカトリック信者であった母親の深い感化を受けて育ち、幼少のころより司祭になることを決心していた。父親は季節労働者のために、自宅にいる日はほとんどなかった。その後、父親は定職を得たものの、非常に貧しい家庭であった。

### 聖職者

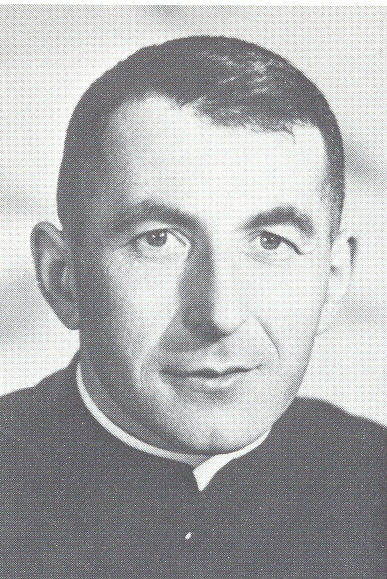
ベッルーノ教区神学校教授時代（1947年）

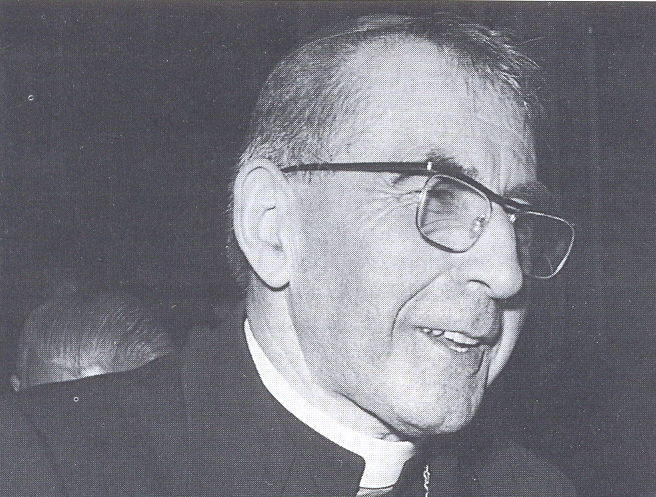
ヴィットリオ・ヴェネト司教時代（1964年）

1923年にフェルトレの神学校に入ったが、後にベッルーノ教区の神学校に移って学んだ。このころにはイエズス会に入会しようとするが、神学校のジョズエ・カッタロッシ (Giosuè Cattarossi) 司教には、入会を認められなかった。1935年7月7日にベッルーノの聖ピエトロ教会で司祭に叙階された。
1945年に第二次世界大戦の終結後にはベッルーノ教区神学校の教授になり、1958年にはヨハネ23世によってヴィットリオ・ヴェネトの司教に任命された。
司教に任命された後もサン・マルティーノにある粗末な古城に住み、質素な生活を続けた。この司教時代におこなわれた第2バチカン公会議には、全会期を通じて参加した。

### 総大司教
1970年にヴェネツィアの総大司教に任命され、同地域の貧困層や障害者の救済、さらにアフリカや南アメリカなどの発展途上国への支援に尽力した。「聖職者にならなければジャーナリストになっていた」とよく周辺に話しており、実際にこのころから新聞や雑誌への投稿を数多く行うなど、積極的に言論活動を行っていた。
そうした中でも清貧の精神を常に失わず、総大司教に任命されたときには信者たちからの100万リラの寄贈金があったが、「私がこの地に来た時はポケットに5リラしかありませんでした。ですから去る時も5リラしか持ちません」と語り、全額を寄付した。

### カットーリカ・デル・ヴェーネト銀行売却
1972年に、ルチャーニが総大司教を務めていたヴェネツィアでは、聖職者や低所得者層への低金利融資を行っていたカットーリカ・デル・ヴェーネト銀行（Banca Cattolica del Veneto）が大規模な陰謀に巻き込まれていた。
同行はバチカンの運営資金調達や資金管理などの財政を取り仕切るバチカン銀行（正式名称は「宗教事業協会」、Istituto per le Opere di Religioni/IOR）の総裁で、マフィアやフリーメーソンのロッジP2などの秘密組織と深い関係を持っていたアメリカ生まれのポール・マルチンクス大司教と、バチカン銀行の主力取引行であるアンブロシアーノ銀行のロベルト・カルヴィ頭取の、脱税と株式の不法売買のために秘密裏に売却された。
これに対して、ルチャーニ総大司教はバチカンに抗議をしたものの、マルチンクス大司教がパウロ6世から直々にバチカン銀行総裁に任命されていたことから、パウロ6世へ累が及ばないように巧みに抗議を行ったことなどがパウロ6世に感銘を与え、パウロ6世からの信頼を勝ち取った。このことも影響し、翌年の1973年には枢機卿に選ばれた。

### 枢機卿
1973年に枢機卿に選ばれた後は、主に発展途上国への支援やイタリアの貧困層の救済に尽力し、またパウロ6世の強い信頼と貧困層からの大きな支持を受けたものの、イタリア政界との関係やマフィアとの癒着、バチカン銀行を経由した汚職をはじめとする当時のバチカン内の政治的、金銭的な動向に対しては極めて無欲であったといわれている。

### 「ヨハネ・パウロ1世」

ヨハネ・パウロ1世の紋章

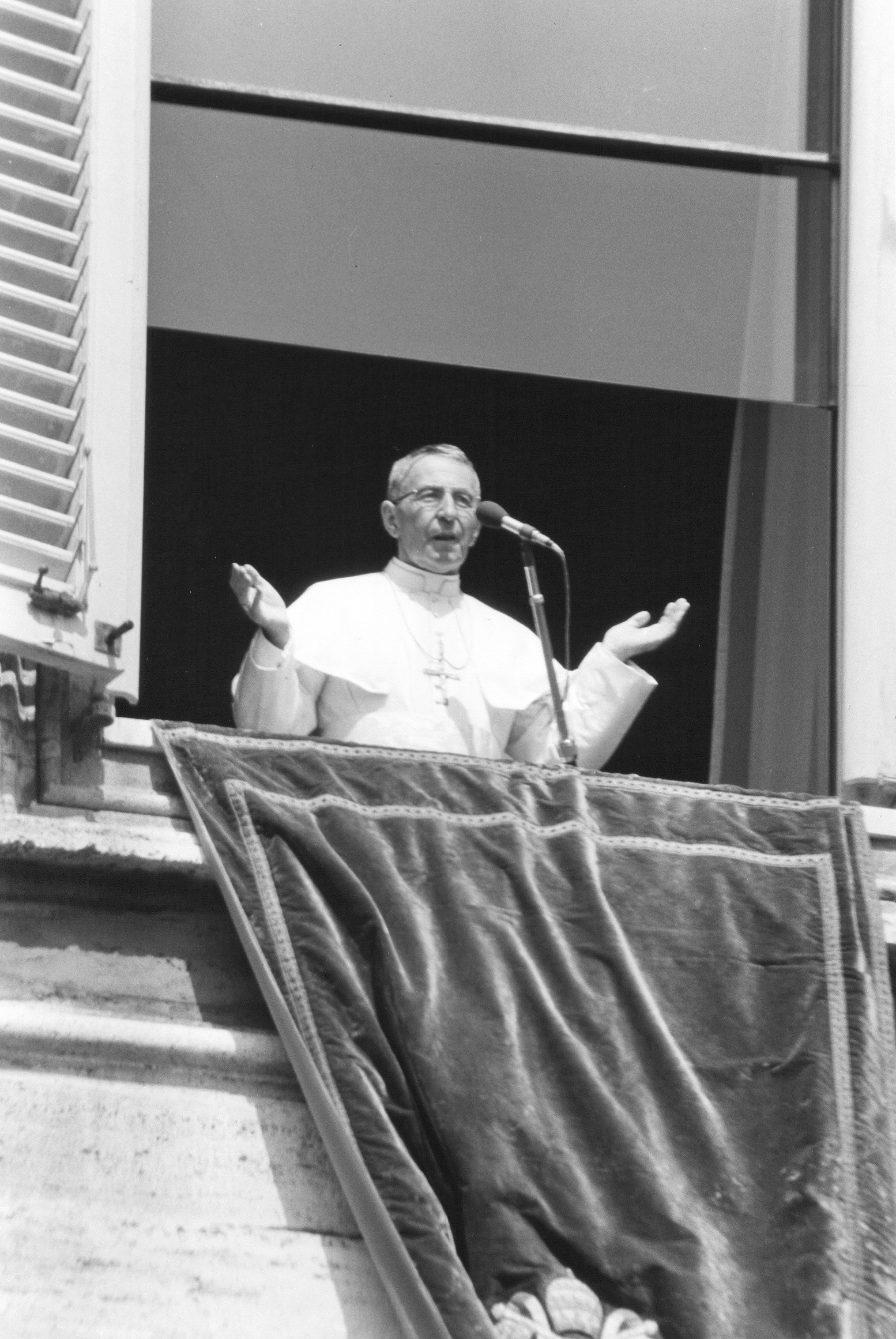
教皇就任後にバチカンのバルコニーから演説するヨハネ・パウロ1世（1978年）

1978年8月6日、パウロ6世の帰天を受けて行われたコンクラーヴェにおいて、「本命」と目されていたジュゼッペ・シーリ枢機卿やブラジル出身のアロイージ・ロシャイデル枢機卿を退け、1日目の3回の投票でアルビーノ・ルチャーニ枢機卿が新教皇に選ばれた。
教皇名は「ヨハネ・パウロ」となり、複合名を初めて採用した教皇となった（これはヨハネ23世とパウロ6世前教皇の改革路線を継承するという意志の表れともいわれる）。通常、初めての名前には2世が現れるまで「1世」とつけないのが通例であったが、8月26日の就任当初から「ヨハネ・パウロ1世」を自ら名乗った。これには「ヨハネとパウロという教皇名を組み合わせた初めての例だから」「（バチカンの）刷新の思いを込めた」などの説がある。

### 改革
ヨハネ・パウロ1世は、様々な意味で型破りな教皇であった。複合名を初めて採用したことを皮切りに、虚飾的な事柄に対して非常に改革的に臨み、たとえば教皇演説の中で、それまでの教皇が伝統的に自らを「朕（noi）」と呼んでいたのを「私（io）」に変えたほか、豪華な教皇戴冠式や教皇冠も拒否した。教皇用の輿の使用も拒否したが、これは周囲の圧力で使わざるをえなかった。
さらに、難解な宗教用語やラテン語を多用していた表現を、ジュール・ヴェルヌや『ピノキオ』などを引用した、一般人にも理解しやすい平坦な表現へと改めた。こうした試みは「キリスト教の威厳を損なう」などとして保守派からは反感を買うこととなった。
また、中南米やアフリカ諸国の聖職者をバチカンの要職につけたほか、中南米やアフリカ諸国の貧困や独裁体制下で苦悩する民衆への同情を示し、アルゼンチンで行われていた「汚い戦争」を進めていたホルヘ・ラファエル・ビデラ大統領（上記の「ロッジP2」は反共産主義であるがゆえに同大統領を支援していた）がバチカンで行われた戴冠式に訪れた際には、直接的な表現でアルゼンチンの現状を非難した。
9月23日に、ローマ司教の職権によりサン・ピエトロ大聖堂を受け継いだ。当時イタリアで大きな支持を受けていた（反対に、当時の東西冷戦下でイタリアの保守派やアメリカなどからは強い反発を受けていた）ローマの共産党の市長と握手を交わし、ミサの後「教会の真の宝である貧しい人々のためには尽力するが、悪人に対しては教皇の教権を憚ることなく行使する」と宣言した。

### 避妊の解放
ヨハネ・パウロ1世は、避妊についての禁令を解くつもりでもあった。アメリカのいくつかのプロテスタント教会とは既に接触を持っていた。教皇に選出される直前、アメリカ議会代表団を歓迎し、避妊について女性の排卵期について語った後、「どうして妊娠しない期間を、24日から28日にすると罪になるのか、私には理解できません」と述べた。そして、パウロ6世による旧来の産児制限反対を再確認する回勅『人間の生命について〔フマナエ・ウィタエ〕』は誤りであったと口にしていた。
「神からの贈り物である子供が出来ないようにする行為は罪である」とするそれまでの主流派に反して、「本当に子供を望んでいる女性のみが妊娠すべきである」との避妊擁護の考えを持っていた。

### バチカン銀行の改革

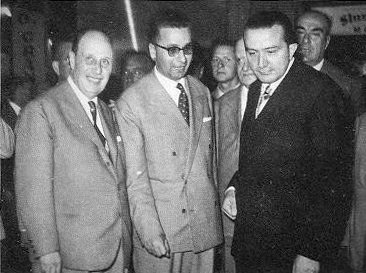
リーチオ・ジェッリ（中央）とジュリオ・アンドレオッティ首相（右）

ヨハネ・パウロ1世は就任後間もなく、かねてから汚職が噂されていたバチカン銀行の不透明な財政についての改革を表明した。実際に、マフィアとの癒着が噂されていたマルチンクス総裁の更迭を決めていた。
同氏はかつてカトーリカ・デル・ベーネト銀行の売却で暗闘し、その後も「ロッジP2」のリーチオ・ジェッリ代表を含むメンバーや、マフィアなどと深い関係を持ち汚職を続けていただけでなく、偽造公債の発注が、生まれ故郷のアメリカのFBIの捜査対象になるなど、その言動が国際的にも問題視されていた。
マルチンクス総裁以外にも、ジャン=マリー・ヴィヨ国務長官をはじめとしたバチカン銀行の汚職に関係する、複数のバチカン内部の関係者の更迭を死去直前に決定し、その更迭者リストの内容をめぐってバチカンとイタリア国内で様々な噂が流れていた。

### 急逝

#### 教皇在位33日
上記のような改革を早くから表明したことは、多くのバチカン内の改革派と信者からの支持と喝采を受けた。一方で、追放の対象者となった「保守派」やその利害関係者からは大きな抵抗と非難を受けていた。
そして、ヨハネ・パウロ1世は、教皇在位わずか33日目の1978年9月28日、午前4時45分にバチカン内の自室で遺体となって発見された。わずか33日の教皇在位は、20世紀に入ってから、そして2025年現在も最短の在位記録となった。

#### 証拠隠滅
午前4時という、通常通りの起床時間になっても起きてこないことを不審に思った修道女によって発見された直後、個人秘書であるマギー神父に連絡が行き、午前5時にはヴィヨ国務長官に連絡が行った。しかし、ヴィヨはすぐに専属医師団を呼ばず、自らの側近に連絡した後にようやく医師団次席のレナート・ブゾネッティ医師に連絡を行った。
その後、午前6時過ぎに駆けつけたブゾネッティ医師による検死が行われたものの、遺体解剖が行われていないにもかかわらず、ブゾネッティは「帰天推定時刻は27日の午後11時ころで、死因は急性心筋梗塞である」と断定し、午前7時27分にバチカン放送による帰天の発表がされた際には、この検死内容がそのまま発表された。この際に、なぜか（聖職者の私室に修道女ではあっても女性が入ってはいけないという理由で）「遺体の発見者が個人秘書のマギー神父である」と偽って発表され、さらに遺体発見時刻も「午前5時30分」と偽って発表された。
帰天後、ヨハネ・パウロ1世の遺体発見時にベッド周辺に置かれていた眼鏡とスリッパ、就寝前に手元にあったヴィヨ国務長官やマルチンクス大司教などのバチカン銀行関係者の更迭を含むバチカンの人事異動者リスト、そして通常は常時用意されている遺言状が、前日ヨハネ・パウロ1世より更迭が言い渡されたヴィヨ国務長官によって持ち去られており、その後紛失した。
ヨハネ・パウロ1世の遺体が発見されてから15分と経たず、医師団への連絡も行われていない午前5時前には、早くもバチカン御用達の葬儀社であるシニョラッティ社に連絡が行った上に、遺体解剖も行われず、明確な死因もわからないうちから防腐処理が行われたことなど、バチカンによる「証拠隠滅」や「情報操作」と思われる行為が矢継ぎ早に行われた。
また、この「バチカン保守派」による迅速な対応が信者やイタリア政界関係者、マスコミだけでなく、バチカン内部関係者からも大きな疑惑を呼んだ。イタリアの有力紙である『コリエーレ・デラ・セラ』は、遺体解剖がすぐに行われなかったことを10月1日の紙面で大々的に批判した。なお、遺体解剖は防腐処理の終了後に秘密裏に行われた。

#### 謀殺「説」
このように、帰天間もなく不可解な証拠隠滅や情報操作が行われた上に、ヨハネ・パウロ1世によるバチカン銀行の改革と自らの追放を恐れていたマルチンクス大司教が、普段は早朝に起床することがないにもかかわらず、なぜか当日午前6時45分に教皇の寝室近辺にいたこともあり、まもなくヴィヨ国務長官やマルチンクス大司教、そしてマルチンクス大司教と関係の深かった「ロッジP2」のジェッリ代表、さらにこの2人と関係の深いアンブロシアーノ銀行のカルヴィ頭取らによる謀殺説がバチカン内部から囁かれることになった。
しかし、バチカンにこれらの「疑い」を捜査するための権限を持つ警察（警備を行うバチカンのスイス衛兵のみ）や公訴の提起を行う検察は存在せず、それは統治権を持たない隣国のイタリアも同様であった。しかし、世界各国の新聞やテレビなどのマスコミュニケーションやジャーナリストによる犯人捜しは今日に至るまで続いている。
その中で、上記の人物と近い関係にあったマフィアによる暗殺説もあり、マフィアとバチカン、イタリア政界の関係を扱った1990年公開のアメリカ映画『ゴッドファーザー PART III』のプロットの一部は、この教皇の謀殺説をもとにしている。また、2006年に発表され、世界的ベストセラーとなったポルトガル人作家ルイス・ミゲル・ローシャによるミステリ小説『P2』（新潮社刊・原題 O Ultimo Papa ）は、この教皇謀殺と秘密結社「ロッジP2」との関連をテーマにしたものである。

#### 葬儀

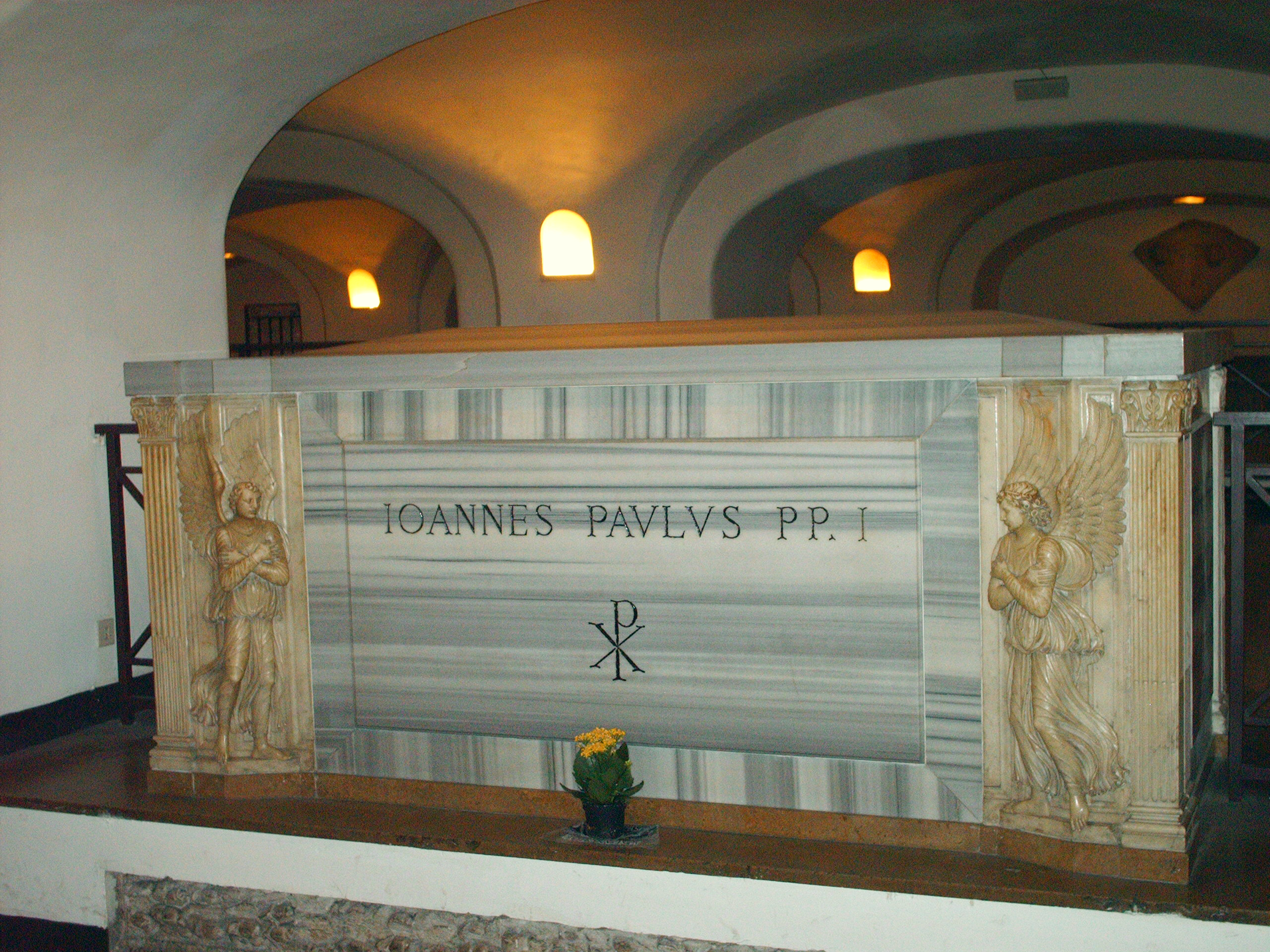
ヨハネ・パウロ1世の棺

帰天したヨハネ・パウロ1世の葬儀ミサは、同年10月4日の朝からバチカンで多くの信者の中で執り行われた。
「微笑みの教皇」といわれ、飾らない態度と柔和と謙遜、率直な姿勢が人々の信頼と期待を生み、さらにバチカン銀行の汚職に関係する複数のバチカン内部の関係者の更迭を死去直前に決定するなど、当時からその体質が多くの批判を浴びていたバチカン銀行の改革を表明していたこともあり、多くの信者からその帰天を悲しむ声が聞かれた。
ヨハネ・パウロ1世に罷免される予定であったヴィヨ国務長官は1979年3月に死去するまで、マルチンクス総裁に至っては1983年に「アンブロシアーノ銀行の破綻の責任者」としてイタリア検察から逮捕状が出たにもかかわらず、冷戦終結直前の1989年までその地位にとどまっていた。

## 列福
2017年11月9日、教皇フランシスコはヨハネ・パウロ1世の「英雄的な徳」を認定、2021年10月13日には列福に必要な奇跡を認定し、教令の発布が承認された。2022年9月4日に列福、バチカンで列福式が挙行された。

## ヨハネ・パウロ2世
1978年10月に行われたコンクラーヴェで、次の教皇に選ばれたカロル・ヴォイティワは、「ヨハネ・パウロ1世の姿勢を継承する」という意味をこめて「ヨハネ・パウロ2世」を名乗ることになる。
しかし、ポーランド出身のヨハネ・パウロ2世はバチカンの事情に疎く、その後もヨハネ・パウロ1世と対立したマルチンクス大司教などのバチカンの「保守的」な首脳陣は留任することとなった。さらに冷戦下において東側諸国に組み込まれた故郷のポーランドの民主化をはじめとする反共産主義活動に力を注ぎ、教義の面では保守的であったため、ヨハネ・パウロ1世が推し進めようとしたバチカン内の様々な改革は後退する結果となったとする見方が多い。

## その後のバチカン銀行（宗教事業協会）
ヨハネ・パウロ1世の帰天により改革が行われないままとなったバチカン銀行は、その後もヨハネ・パウロ2世とマルチンクス大司教（とイタリア政財界とアメリカ政府）の庇護のもと、その後も主要取引銀行を介してたびたび関係者やマフィア絡みのマネーロンダリング、さらにはポーランド反体制組織などへの不正融資などの違法な取引にかかわったと指摘される。
1990年代初頭に冷戦が終結した後もこの体制は続き、2代後のベネディクト16世時代には、2009年11月と2010年9月の2度にわたり、バチカン銀行とエットレ・ゴッティ・テデスキ総裁が、主要取引行のひとつのクレーディト・アルティジャーノ銀行を介してマネーロンダリングを行ったとの報告を受けたイタリアの司法当局が捜査を行い、捜査の過程で2300万ユーロの資産が押収されている。